# Polar (pel·lícula de 1984)
Polar és una pel·lícula francesa de cinema negre dirigida per Jacques Bral, estrenada el 1984 basada en la novel·la Morgue complet de Jean-Patrick Manchette.

## Sinopsi
Eugène Tarpon és un antic policia reconveratit en detectiu privat a París, desmoralitzat per la seva manca de clients. Una jove, Charlotte, li encarrega que investigui l'assassinat de la seva amiga Louise, abans que ella desaparegui. Quan va al lloc del crim és considerat un sospitós per la policia. Alliberat, un periodista li revela que Lyssenko, director de pel·lícules porno, podria haver estat l'objecte de la venjança de l'amant de Louise. Charlotte reapareix...

## Repartiment
- Jean-François Balmer : Eugène Tarpon
- Sandra Montaigu : Charlotte Le Dantex
- Pierre Santini : Coccioli
- Roland Dubillard : Jean-Baptiste Haymann
- Claude Chabrol : Theodore Lyssenko
- Jean-Paul Bonnaire : Gerard Sergent
- Marc Dudicourt : El Llop
- Gérard Hérold : Foran
- Jean-Marie Lemaire : el bandit
- Gérard Loussine : César
- Max Vialle : Le Doux
- Jean Barney : Inspector Conan
- Jean Cherlian : un inspector
- Jean-Louis Foulquier : Alfonsino
- Pierre Londiche : Commissari Coquelet
- Hugues Quester : el violent
- François Toumarkine: l'agutzil
- François Guérif: el propietari de l'hotel que llegeix "Polar"